# Colin Eggleston
Colin Richard Francis Eggleston (ˈɛɡəlstən; Melbourne 23 de setembre de 1941, Melbourne – Ginebra 10 d'agost de 2002) va ser un escriptor i director australià de televisió i cinema. Va començar la seva carrera fent drames policials per a Crawford Productions.

## Filmografia parcial
- A Day in the Life of Robin Beckett (1963) (curtmetratge)
- Doctor Who (1967) (sèrie de televisió)
- Homicide (sèrie de televisió)
- Ryan (1969) (sèrie de televisió)
- The Long Arm (1970) (sèrie de televisió)
- Matlock Police (1973–74) (sèrie de televisió)
- Division 4 (1974) (sèrie de televisió)
- The Box (1974) (sèrie de televisió) – guionista
- The Bluestone Boys (1976) (sèrie de televisió) – guionista
- Bluey (1976) (sèrie de televisió) – guionista de l’episodi "The Whole of Life",[2] "The Changeling"[3]
- Fantasm Comes Again (1977)
- Chopper Squad (1977) (sèrie de televisió)
- Long Weekend (1978)
- Nightmares (1980) – productor
- Bellamy (1981) (sèrie de televisió)
- Airhawk (1981) – producer
- The Little Feller (1982)
- Innocent Prey (1983)
- Els pirates de l'aire (1986)
- Body Business (1986) (telefilm)
- Cassandra (1987)
- Outback Vampires (1987)

### Pel·lícules sense fer
- Academy (anunciat el 1983): una pel·lícula sobre una acadèmia secreta d'assassins[4]

## Premis
- Al Festival internacional de cinema fantàstic d'Avoriaz fou premiat amb una Antena d'or per a Long Weekend, compartit amb La invasió dels ultracossos (1978).
- A l'XI Festival Internacional de Cinema Fantàstic i de Terror de Sitges el 1978 va rebre el premi a la millor pel·lícula i el premi del Jurat Internacional per Long Weekend (1978)[5]